# Intel iAPX 432

Intel

O Intel iAPX 432 foi o primeiro processador com design 32-bit da Intel, introduzido em 1981 como parte de 3 circuitos integrados. O iAPX 432 foi idealizado como sendo o maior avanço da Intel nos anos 80, implementando muitos avanços em tecnología de multitarefa e gerenciamento de memória, em hardware, que os levou a chamar o design do chip, de Micromainframe.
A estrutura dos processos dava suporte a implementação de sistemas operacionais modernos, usando menos códigos do que os processadores comuns — o 432 fazia boa parte do trabalho internamente, diretamento no hardware. Porém, o design era extremamente complexo comparados aos outros procesadores da época, impossibilitando a tradução, pelos engenheiros da Intel, de seu complexo design em uma implementação eficiente para a tecnología de semicondutores daqueles dias. O resultado foi um processador lento e bem caro, fazendo os planos de se reciclar a arquitetura x86 com o iAPX 432 acabarem miseravelmente.
O prefixo iAPX referente a esse modelo vem de intel Advanced Processor architecture, a letra X vem da letra grega Chi.

## História
O desenvolvimento do Intel iAPX 432, segundo a maioria das fontes, teria começado como 8800, que seria o sucessor do 8080. Na verdade, o projeto inicial foi batizado como 8816. Até meados da década de 1970, o desenvolvimento dos microprocessadores seguia uma evolução simplesmente incremental, com o aumento da capacidade em bits seguido de aprimoramentos. Em vez de somente evoluir sua linha de microprocessadores, a Intel desejava dar um grande passo à frente, para assumir a liderança do mercado. Para tanto, partiu para o desenvolvimento de um projeto que incorporava os mais avançados conceitos de sistemas operacionais e de linguagens de programação até então conhecidos.
O conjunto de instruções dos microprocessadores de 8 bits era muito primitivo para programas compilados e grandes sistemas de software. A Intel objetivava construir um sistema completo e sofisticado em poucos chips LSI, com funcionalmente igual ou superior aos melhores minicomputadores de 32 bits e mainframes, que exigiam grandes gabinetes com chips obsoletos. O 8816 suportaria multiprocessamento, expansão modular, tolerância a falhas, sistemas operacionais avançados, linguagens de programação avançadas, aplicações muito grandes, altíssima confiabilidade e segurança muito aprimorada. Sua arquitetura atenderia às necessidades dos clientes da Intel por pelo menos uma década.
Infelizmente, o 8816 levou mais tempo para ser projetado do que o inicialmente previsto. Sob contínua pressão para lançar rapidamente algo que fosse melhor que o Zilog Z80 e outros produtos dos concorrentes (Motorola, Zilog e National Semiconductor), a Intel iniciou o desenvolvimento de um sucessor para o 8080 que mantivesse a empresa até o lançamento do 8816, seguindo a evolução incremental para 16 bits, ao mesmo tempo que rebatizou o 8816 para 8800. Esse projeto de substituto temporário resultou no 8086, que proporcionou à Intel um sucesso inesperado.
Com o sucesso do 8086, a Intel deixou 8800 em segundo plano e seguiu com a evolução para o 80186 (como resposta ao NEC V30) e posteriormente, para fazer frente a outros fabricantes (como a Motorola), para o 286, que já incorporava alguns conceitos do 8800. Com sucessivos atrasos no final da década de 1970, o 8800 foi totalmente ofuscado até ressurgir (novamente rebatizado) no início da década de 1980 como um revolucionário projeto de 32 bits, o iAPX 432.
Finalmente, com o lançamento do iAPX 432, A Intel, em uma tentativa de fazer seus produtos mais impressivos, declarou retroativamente que os produtos anteriores da linha 8086 eram, na verdade, iAPX 86, iAPX 88, iAPX 186, iAPX 188 e iAPX 286, mas essa troca do prfixo 80 por iAPX nunca foi aceita fora da Intel.